# Collabium
Collabium là một chi thực vật có hoa trong họ Orchidaceae.